# NGC 2905
NGC 2905 é uma nuvem estelar que faz parte da galáxia NGC 2903, na direção da constelação de Leo. O objeto foi descoberto pelo astrônomo William Herschel em 1784, usando um telescópio refletor com abertura de 18,6 polegadas. 